# Marcoux (Alpes da Alta Provença)
Marcoux é uma comuna francesa na região administrativa da Provença-Alpes-Costa Azul, no departamento dos Alpes da Alta Provença. Estende-se por uma área de 32,17 km². Em 2010 a comuna tinha 472 habitantes (densidade: 14,7 hab./km²).